# Ianduba abara
Ianduba abara, nedavno otkrivena vrsta pauka iz porodice Corinnidae, razred Arachnida. I. abara i drugi pauk iste porodice, Ianduba mugunza, otkrivreni su 2007. godine na jugu brazilske države Bahia.
Klasificirali su ga Bonaldo & Brescovit, 2007. Obje vrste prikupljene su zamkama postavljenim na dva šumska područja u Estação Ecológica de Vera Cruz u međašnom dijelu dobroočuvane atlantske šume i monokulture eukaliptusa.